# Eerste inauguratie van George Washington

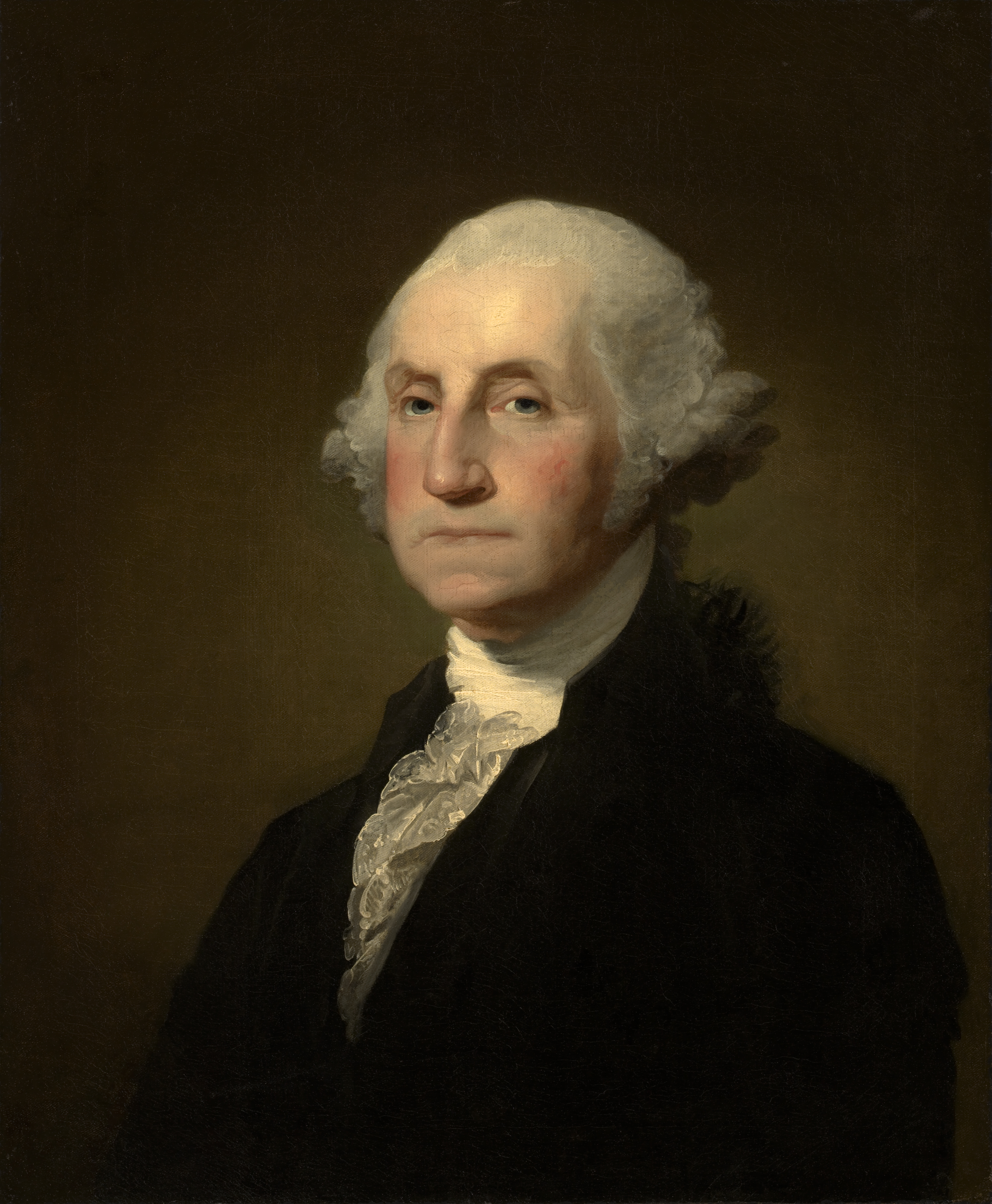
President George Washington.

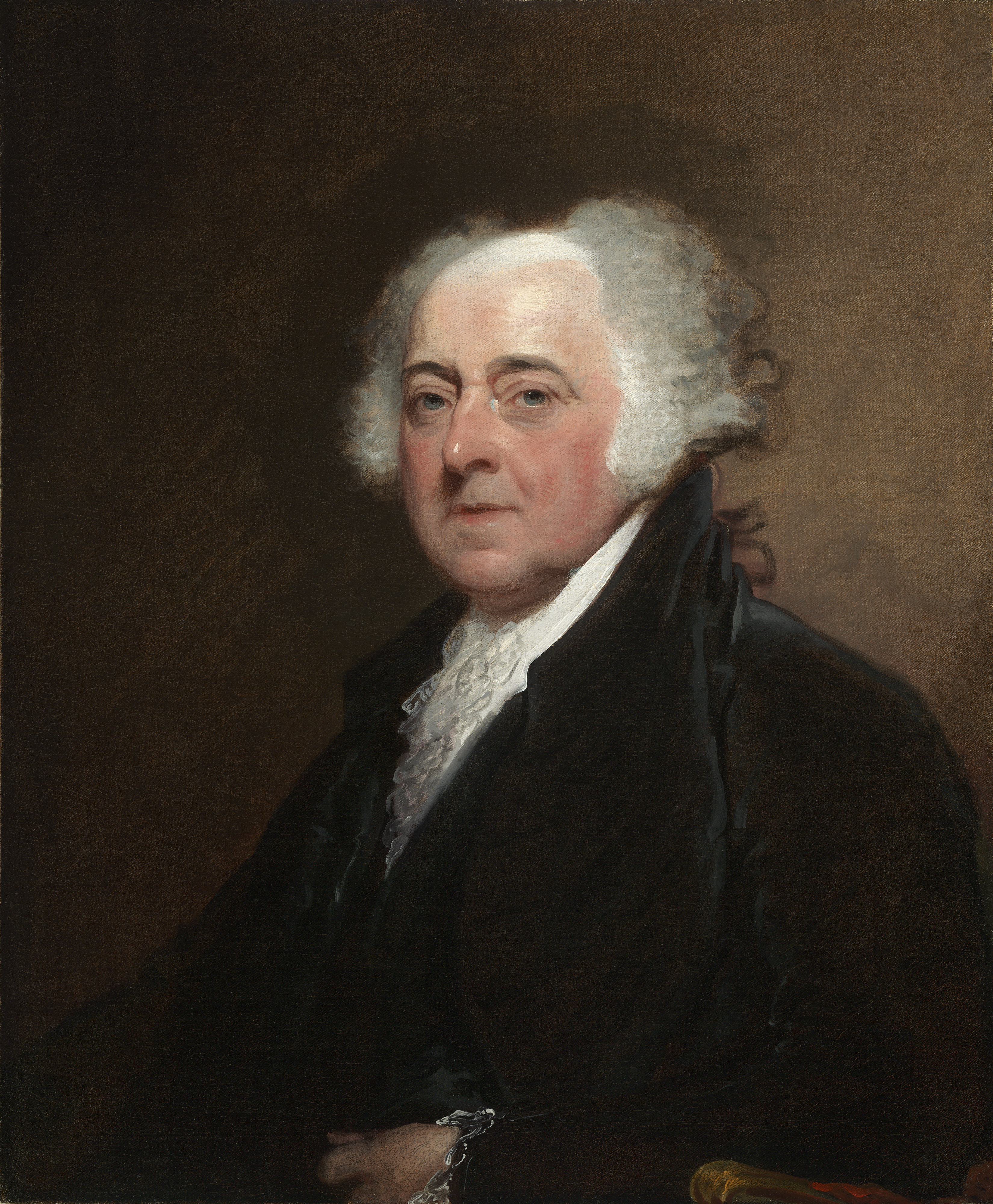
Vicepresident John Adams.

De eerste inauguratie van George Washington als eerste president van de Verenigde Staten vond plaats op het balkon van de Federal Hall in New York op donderdag 30 april 1789. De inauguratie duidde op het begin van de eerste vierjarige ambtstermijn van George Washington als president. Washington werd ingezworen door kanselier van New York Robert Livingston. De eedaflegging van John Adams voor zijn eerste ambtstermijn als vicepresident van de Verenigde Staten vond reeds plaats op 21 april 1789 toen hij zijn taak van voorzitter van de Senaat op zich nam.
Deze presidentiële inauguratie was de eerste in de geschiedenis van de Verenigde Staten, de eerste van drie inauguraties die zich in de staat New York voltrokken en de eerste van twee inauguraties die zich in de stad New York afspeelden.

## Achtergrond
De eerste termijn van George Washington, de eerste president van de Verenigde Staten, zou beginnen op 4 maart 1789, de datum die het Congres van de Confederatie had uitgekozen als de dag waarop de nieuwe federale overheid die werd opgericht door de Grondwet van de Verenigde Staten zijn werkzaamheden zou aanvatten. Logistieke vertragingen zorgden er echter voor dat de Amerikaanse federale uitvoerende macht zijn operaties die dag nog niet kon aanvatten. Op die dag kwamen ook het Huis van Afgevaardigden en de Senaat voor het eerst samen, maar deze vergaderingen werden beide onmiddellijk vergaagd omdat het vereiste quorum niet werd gehaald. Dit had tot gevolg dat de stemmen voor de kiesmannen in het kader van de Amerikaanse presidentsverkiezingen van 1789 niet konden worden geteld en gecertificeerd.
Op 1 april 1789 wist het Huis voor het eerst te vergaderen nadat het quorum werd gehaald. De afgevaardigden begonnen met hun werkzaamheden door Frederick Muhlenberg te verkiezen als eerste voorzitter van het Huis van Afgevaardigden. De Senaat bereikte het quorum op 6 april en verkoos John Langdon tot eerste president pro tempore van de Senaat. Op dezelfde dag werden de stemmen voor de kiesmannen geteld in een gezamenlijke vergadering van Huis en Senaat. Washington en Adams werden officieel aangeduid als verkozene in het ambt van respectievelijk president en vicepresident.
Op 14 april 1789 om 17u werd Washington in zijn woning Mount Vernon in Virginia er officieel van op de hoogte gebracht dat hij door het Kiescollege was verkozen tot eerste president van de Verenigde Staten. De brief met deze kennisgeving was ondertekend door senator John Langdon van New Hampshire die de telling van de stemmen had voorgezeten. Washington beantwoorde de brief onmiddellijk en vertrok twee dagen later 's ochtends naar New York, vergezeld door David Humphreys en een zekere heer Thomson die hem de boodschap van senator John Langdon was komen bezorgen.
Onderweg naar New York werd Washington triomfantelijk onthaald in ieder dorp dat hij passeerde. Zo passeerde hij onder meer Alexandria, Georgetown, Baltimore en Havre de Grace. Onderweg overnachtte hij onder meer in Spurrier's Tavern. Kort na de middag van 20 april 1789 arriveerde hij in Philadelphia in de staat Pennsylvania. 's Anderendaags vertrok hij er in de richting van Trenton in de staat New Jersey. Op 23 april 1789 voer hij per boot over de Kill Van Kull in de richting van New York. Washington werd begeleid door tal van andere boten en werd onderweg met kanonschoten onthaald. Duizenden mensen wachtten hem op aan de oevers. Eenmaal in New York aangekomen werd hij er ontvangen door gouverneur George Clinton, verschillende Congresleden en gewone burgers.

## Verloop van de inauguratie

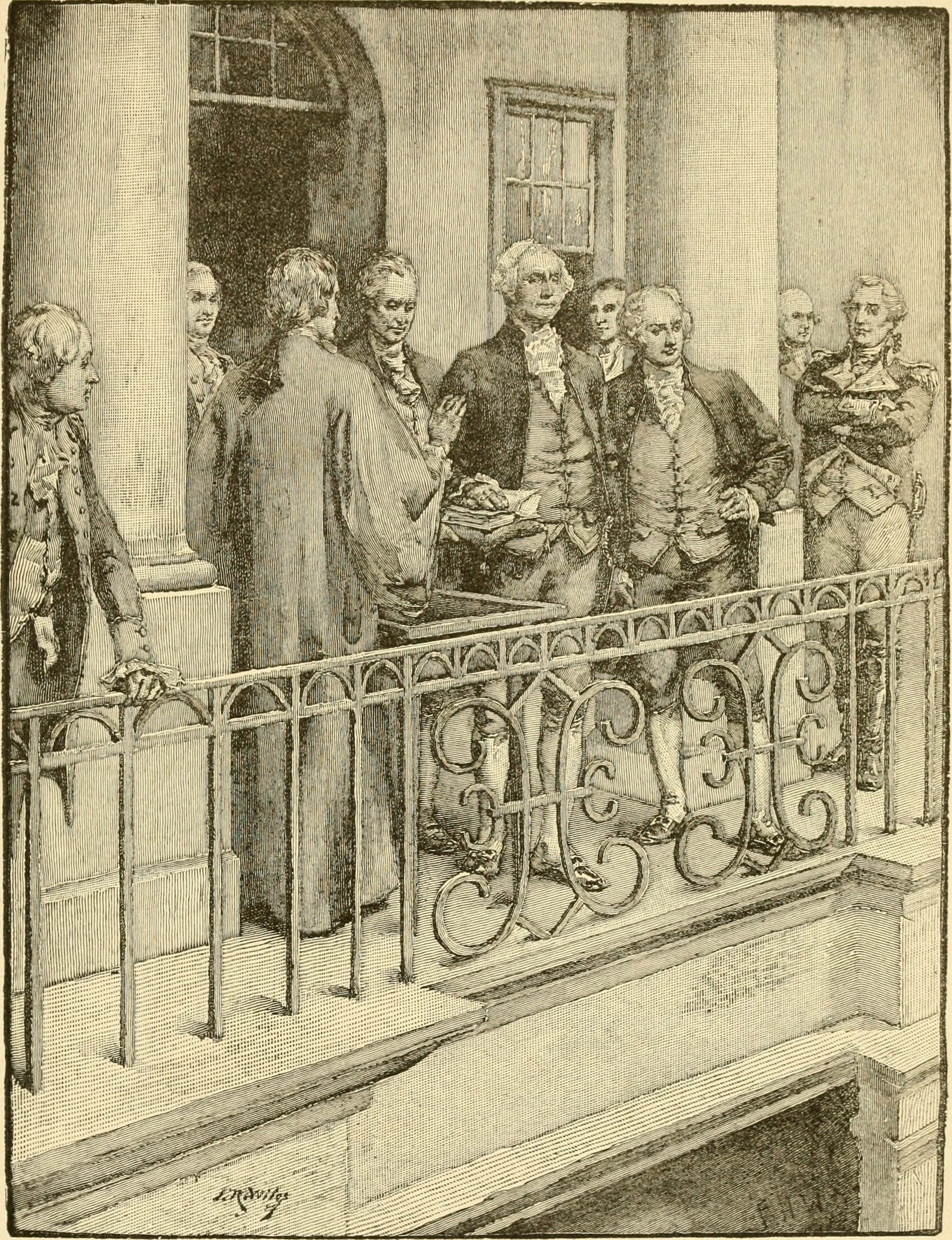
De eedaflegging door George Washington.

Reeds in de vroege ochtend van 30 april 1789 verzamelde zich een mensenmassa aan de verblijfplaats van Washington in New York. 's Middags vertrok hij in de richting van de Federal Hall. Hij was gekleed in een donkerbruin pak van Amerikaanse makelij met witte zijden kousen en zilveren schoengespen en droeg ook een stalen zwaard en een donkerrode overjas. Bij zijn aankomst aan de Federal Hall, in die tijd de plek waar het Congres vergaderde, werd Washington er formeel voorgesteld aan het Huis van Afgevaardigden en de Senaat.
Vervolgens trok men naar het balkon van de Federal Hall, waar George Washington officieel de presidentiële eed aflegde in handen van kanselier van New York Robert Livingston, die eerder nog lid was van de Raad van Vijf die de Amerikaanse Onafhankelijkheidsverklaring had opgesteld. De Bijbel die hierbij werd gebruikt werd op een willekeurige bladzijde opengeslagen, bij het fragment Genesis 49:13. Na de eedaflegging riep kanselier Livingston "Long live George Washington, President of the United States!". Er weerklonken vreugdekreten bij het publiek en er werden ook kanonschoten afgevuurd. Washington gaf vervolgens zijn inaugurele rede in de vergaderzaal van de Senaat. Zijn toespraak was 1419 woorden lang. Hoewel er in deze tijd nog geen inaugurele bals bestonden, werd op 7 mei 1789 een bal georganiseerd in de New Yorkse binnenstad ter ere van de eerste president.